# 1号族
サラブレッドの血統において、トレゴンウェルズ・ナチュラル・バルブ・メア（Tregonwell's Natural Barb Mare、1657年? - 1670年?）の牝系（母系）子孫のことを1号族（Family 1）と呼ぶ。2008年6月現在までに180頭（全体の17%）という最多のイギリスクラシック優勝馬を送り出している。全サラブレッドに占める割合は16%（1986-95年）と圧倒的だが、かつては最大勢力でない時期もあった。

## 概要
1号族という呼び名は、20世紀初頭、最も活躍していた牝系だったからというのが理由である。ファミリーナンバーの概念を提唱したブルース・ロウは、当時までのサラブレッドをイギリスのジェネラルスタッドブックの1巻に記載されている牝馬まで遡り、イギリスのダービーとセントレジャーステークス及びオークスの優勝馬の数が多い系統順に並べた。トレゴンウェルズ・ナチュラル・バルブ・メアの牝系は、その中で最も多くの勝ち馬を送り出していたため、1号族とされた。
なお、この時点での勢力は8.5%（ジェネラルスタッドブック第19巻（1901年）5899頭中の割合）に過ぎず、2号族、3号族に次ぐ3番目の勢力に過ぎなかったことがわかっている。それ以前は4-8%程度で推移していた。それにもかかわらず、19世紀までの五大クラシック及び三大カップレース（アスコットゴールドカップ、グッドウッドカップ、ドンカスターカップ）の勝利数で他を上回っている。少なくとも19世紀のイギリス競馬で最も活躍したのはこの牝系であろう。
20世紀に入ってからもパラフィン系、コンジュア系、パラドキシカル系（ラトロワンヌ牝系を含む）などを擁し、勢力を伸ばし続けている。2008年6月現在、のべ1088頭のイギリスクラシックの勝ち馬が生まれているが、その約17%にあたる180頭が1号族の出身である。
ミトコンドリアDNAのハプロタイプはC2であり、他の主要な系統とは共通しない。C系統、特にC2はアラブ種などの東方馬には殆ど見られず、イギリス在来馬、大陸ヨーロッパ馬に多少存在する系統であるが多くない。
日本においては小岩井農場の基礎輸入牝馬の一頭であるフラストレートとその子孫（トキツカゼ、クモノハナ、オートキツ、オンワードゼア、トウメイ、ホウヨウボーイ、ミナガワマンナ、トロットサンダー、ウメノファイバー、ヤマカツスズラン、アジュディミツオー、ナランフレグなど）、テツバンザイとその子孫（ダイタクヤマト、クリヒデ、ローズムーン、ローレルゲレイロ、カツアール、ライバコウハク）、バレークイーン一族（フサイチコンコルド、ヴィクトリー、アンライバルド）、薔薇一族（ローズキングダム、スタニングローズ）がこの牝系に属する。

## 牝系図（各分枝牝馬まで）
- Tregonwell's Natural Barb Mare -- F-No.1
  - Place's White Turk Mare（Place's White Turk）
    - Taffolet Barb Mare（Taffolet Barb）
      - Byerley Turk Mare（Byerley Turk）
        - Darley Arabian Mare（Darley Arabian）
          - Bonny Lass（1723, Bay Bolton） -- F-No.1-a
            - Partner Mare（1735, Partner）
              - Julia（1756, Blank）
                - Promise（1768, Snap） -- F-No.1-d
                  - Prunella（1788, Highflyer） -- F-No.1-e
                    - Penelope（1798, Trumpator） -- F-No.1-o
                      - Web（1808, Waxy） -- F-No.1-s
                        - Fillagree（1815, Soothsayer）
                          - Phantom Mare（1820, Phantom）
                            - Odessa（1833, Sultan）
                              - Flax（1855, Surplice）
                                - Queen Bertha（1860, Kingston） -- F-No.1-w

                          - Cobweb(1821, Phantom）
                            - Clementina(1844, Venison）
                              - Lady Blanche(1856, Stockwell）
                                - Lady Caroline(1861, Orlando）
                                  - Casuistry(1876, The Miner）
                                    - Inchbonny(1883, Sterling）
                                      - Paradoxical(1891, Timothy）
                                        - Doxa(1901, Melton）
                                          - Lady of Pedigree(1910, St.Denis）
                                            - Helene de Troie(1916, Helicon）
                                              - La Troienne(1926, Teddy） -- F-No.1-x（1-xは公式な分類ではない）

                        - Trampoline（1825, Tramp） -- F-No.1-t
                          - Glencairne（1838, Sultan）
                            - Glengowrie（1851, Touchstone）
                              - Maid of the Glen（1858, Kingston） -- F-No.1-u

                      - Wire（1811, Waxy）
                        - Vinegar（1832, Picton）
                          - Mustard（1836, Philip the First）
                            - Clarinda（1846, Sir Hercules）
                              - Nightingale（1857, Mountain Deer）
                                - Hilarity（1871, King Tom） -- F-No.1-p

                      - Waltz（1822, Election）
                        - Morisca（1826, Morisco）
                          - Zillah（1835, Reveller）
                            - The Prairie Bird（1844, Touchstone） -- F-No.1-r

                    - Pawn（1808, Trumpator） -- F-No.1-f
                      - Pawn Junr.（1817, Waxy）
                        - Delhi（1838, Plenipotentiary）
                          - Ellen Horne（1844, Redshank） -- F-No.1-j
                            - Paradigm（1852, Paragon）
                              - Paraffin（1870, Blair Athol） -- F-No.1-l
                                - Footlight（1876, Cremorne） -- F-No.1-m
                                - Illuminata（1877, Rosicrucian）
                                  - Chelandry（1894, Goldfinch） -- F-No.1-n

                            - Rouge Rose（1865, Thormanby） -- F-No.1-k

                      - Problem（1823, Merlin） -- F-No.1-g
                        - Io（1836, Taurus）
                          - Sunflower（1847, Bay Middleton）
                            - Sunbeam（1855, Chanticleer）
                              - Sunshine（1867, Thormanby） -- F-No.1-h
                                - Sunray（1874, King of the Forest） -- F-No.1-i

                - Princess（1769, Herod）
                  - Puzzle（1778, Matchem）
                    - Hornby Lass（1796, Buzzard）
                      - Morel（1805, Sorcerer） -- F-No.1-b
                        - Mustard（1824, Merlin） -- F-No.1-c

## 代表馬

### ヨーロッパ
- ハンブルトニアン
- ゴールドファインダー（1-a）
- トロイ（1-b）
- スペアミント（1-c）
- ヴェイグリーノーブル（1-d）
- オールアロング（1-d）
- ゲイクルセイダー（1-g）
- カンタベリーピルグリム（1-g）
- ファラリス（1-i）
- ベンドア（1-k）
- ハービンジャー（1-k）
- フランケル（1-k）
- スノーフェアリー（1-k）
- ハリケーンラン（1-l）
- ネヴァーセイダイ（1-n）
- ハイシャパラル（1-n）
- ホエールボーン（1-o）
- ユーザーフレンドリー（1-s）
- ベイミドルトン（1-s）
- モンジュー（1-u）
- アリシドン（1-w）
- エルハーブ(1-w)
- ラトロワンヌ（1-s > 1-x）

### 北アメリカ
- プリンスキロ（1-b）
- オーサムアゲイン（1-c）
- アーツアンドレターズ（1-c）
- グラインドストーン（1-c）
- アゼリ（1-l）
- ソードダンサー（1-o）
- フォーティナイナー（1-n）
- ドクターファーガー（1-r）
- イージーゴア（1-s）
- ブッシャー（1-x）
- バックパサー（1-x）

### アジア
- フラストレートの子孫（1-b）
- バブルガムフェローなどバブルカンパニー一族（1-b）
- ライスシャワー（1-c）
- アグネスレディー一族、スーパークリーク、フサイチコンコルド、サニーブライアン、ネオユニヴァース（1-l）
- ヤマニンゼファー（1-m）
- フラワーパーク（1-n）
- キーンドラーの子孫、ヴェンジェンスオブレイン（1-o）
- サッカーボーイ、ステイゴールドなどロイヤルサッシュ一族（1-t）
- トウショウボーイ（1-w）
- メジロパーマー（1-x）
- リスグラシュー（1-l）
- コントレイル（1-s）

顕彰馬はトキツカゼ（フラストレートの子孫）とトウショウボーイの2頭

### 他（南半球等）
- スターキングダム（1-g）
- ハワイ（1-l）